# 우란푸
우란푸(중국어 정체자: 烏蘭夫, 한자음: 오란부, 몽골어: ᠤᠯᠠᠭᠠᠨᠬᠦᠦ Ulaan Hüü), 1906년 12월 23일 ~ 1988년 12월 8일)는 중화인민공화국의 군인, 정치인이다. 본명은 윈쩌(중국어 정체자: 雲澤, 한자음: 운택)로 중화인민공화국 건국 이래 최고위직에 오른 유일한 몽고인이다.

## 이력
그는 1983년 3월 15일부터 1988년 3월 15일까지 중화인민공화국 국가부주석을 지냈으며 그 와중이던 1984년 1월 25일부터 1984년 2월 29일까지 중화인민공화국 국가주석 권한대행 겸직을 잠시 하였지만 전적으로써 실질적인 국정 관련 실권은 덩샤오핑(鄧小平)에게 있었다.

## 학력
- 소비에트 연방 러시아 공화국 모스크바주 모스크바 중산 대학교 법학과 중퇴
- 소비에트 연방 러시아 공화국 모스크바주 모스크바 동방노력자공산대학교 산업학과 중퇴
- 중화인민항일군사정치대학교 학사

## 같이 보기
- 내몽골 인민공화국